# Weens Koopverdrag
Het VN-verdrag inzake internationale koopovereenkomsten van roerende zaken van 1980, ook wel bekend als het Weens Koopverdrag of onder de Engelse afkorting CISG, is een internationaal verdrag dat het recht inzake internationale koop- en verkoopovereenkomsten van roerende zaken eenmaakt.
Het wordt gezien als een van de meest succesvolle internationale eenmakingsverdragen en is geratificeerd door 85 staten, waaronder de meeste Westerse en Europese staten. De belangrijkste afwezige handeldrijvende staten zijn Hong Kong, Ierland, India, Zuid-Afrika, Taiwan en het Verenigd Koninkrijk. 
Het Weens Koopverdrag is standaard van toepassing op koopovereenkomsten wanneer de partijen in verschillende staten gevestigd zijn en wanneer deze staten het verdrag hebben geratificeerd. Vaak wordt echter de toepasselijkheid van het verdrag uitdrukkelijk uitgesloten in een overeenkomst.